# 柳雄亮
柳 雄亮（りゅう ゆうりょう、540年 - 589年）は、北周から隋にかけての官僚。字は信誠。本貫は河東郡解県。柳機の従弟にあたる。

## 経歴
西魏の魏興華陽二郡太守の柳檜の子として生まれた。552年、黄衆宝が乱を起こして華陽を攻め落とすと、柳檜は反乱軍に殺害された。雄亮はときに14歳であったが、ひそかに復讐の志を立てた。北周の武帝のとき、黄衆宝は部下を率いて北周に帰順したので、武帝も黄衆宝を厚遇した。雄亮は城中で手ずから黄衆宝を斬り、宮殿の下で処罰を願い出た。武帝は特別に雄亮の罪を問わなかった。まもなく雄亮は梁州総管記室となり、湖城県令に転じ、内史中大夫に累進して、汝陽県子の爵位を受けた。
580年、鄖州総管の司馬消難が江北で乱を起こすと、楊堅は雄亮を南朝陳への使者に立てて、善隣をはかった。581年、隋が建国されると、雄亮は尚書考功侍郎に任ぜられ、まもなく給事黄門侍郎に転じた。尚書省から上奏されることがあると、雄亮が多くの批判を加えて正したので、公卿たちに敬遠された。本官のまま太子左庶子を検校し、爵位は伯に進んだ。583年、秦王楊俊が秦州総管として隴右に駐屯すると、雄亮はその下で秦州総管府司馬として出向し、山南道行台左丞を兼ねた。589年、在官のまま死去した。享年は50。

## 家庭

### 妻
- 費氏 - 費穆の子の費孝遠の娘

### 男子
- 柳賛

## 伝記資料
- 『隋書』巻47 列伝第12
- 『周書』巻46 列伝第38
- 『北史』巻64 列伝第52